# Gloria Glens Park

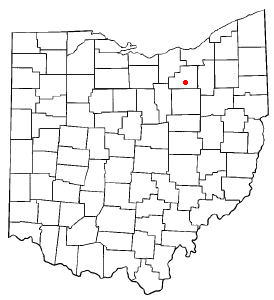
Gloria Glens Park na planie stanu Ohio

Gloria Glens Park – wieś w USA, w stanie Ohio, w hrabstwie Medina.
Liczba mieszkańców w 2010 roku wynosiła 425, a w roku 2012 wynosiła 430.